# 井沢まさみ
井沢 まさみ（いざわ まさみ）は、日本の漫画家、イラストレーター。
講談社の『週刊少年マガジン』で昭和60年頃連載されていた「どっきんロリポップ」でデビュー。
現在はイラストレーターとして活動中。
『その時歴史が動いた【コミック版】』の作品執筆者の一人である。
「どっきんロリポップ」時代には男性と紹介されていたが、「その時歴史が動いた/古代・中世の謎編」に登場する「運慶の取材をする漫画家」は女性として描かれている。

## 作品
- どっきんロリポップ
- 『その時歴史が動いた【コミック版】』
  - 改革者編……………天神様で有名な、「菅原道真」
  - 風雲戦国編…………戦国時代を代表する女性、「春日局」
  - 明治文化編…………若くして世を去った歌人、「正岡子規」
  - 古代・中世の謎編…日本が誇る中世の大芸術家、「運慶」
  - 危機突破編…………日本で初の「エコロジスト」、「南方熊楠」
  - 女たちの決断編……明治時代の女流小説家、「樋口一葉」
  - 古代黎明編…………天平時代の高僧、「鑑真和上」
  - 源平争乱・元寇編…道鏡事件の真相、「孝謙天皇（後の称徳天皇）」と「弓削道鏡」
- 『走れメロス・富嶽百景』 (ホーム社漫画文庫) (MANGA BUNGOシリーズ)

## 書籍
- 『お母さんあなたも主治医です=絵でみる子供の病気のいろいろ=』（唯一のアートブック、出版社: 六法出版社/1996年 定価1575円）